# Bundesliga austriacka w piłce siatkowej mężczyzn (2012/2013)
Bundesliga austriacka siatkarzy 2012/2013 – 60. sezon walki o mistrzostwo Austrii organizowany przez Austrian Volley League (AVL) we współpracy z Austriackim Związkiem Piłki Siatkowej (niem. Österreichischer Volleyball Verband, ÖVV). Zainaugurowany został 29 września 2012 roku i trwał do 30 kwietnia 2013 roku. 
W sezonie 2012/2013 w Lidze Mistrzów Austrię reprezentował Hypo Tirol Volleyballteam, w Pucharze CEV - SK Posojilnica Aich/Dob, natomiast w Pucharze Challenge - SG Raiffeisen Arbesbach i VCA Amstetten Hypo Niederösterreich.

## System rozgrywek
- Pierwsza faza: uczestniczyło w niej 8 drużyn, które rozegrały ze sobą po dwa spotkania systemem kołowym. Cztery najlepsze awansowały do rywalizacji o miejsca 1-6, a cztery pozostałe do rywalizacji o miejsca 7-10.
- Druga faza: do drużyn rywalizujących o miejsca 1-6 dołączyły dwa zespoły grające w Lidze Środkowoeuropejskiej. W obu grupach rywalizujących o miejsca 1-6 i 7-10 zespoły rozegrały ze sobą po dwa spotkania systemem kołowym. Wszystkie drużyny z grupy 1-6 i dwie najlepsze z grupy 7-10 awansowały do fazy play-off. Dwie najsłabsze drużyny z grupy 7-10 dołączyły do rywalizacji w barażach z dwoma drużynami z niższej ligi.
- Trzecia faza: składała się z fazy play-off i baraży. W fazie play-off drużyny rozegrały ćwierćfinały (do trzech zwycięstw), mecze o miejsca 5-8 (do dwóch zwycięstw), półfinały (do trzech zwycięstw), mecze o 7. miejsce (do dwóch zwycięstw), mecze o 5. miejsce (do dwóch zwycięstw), mecze o 3. miejsce (do 2 zwycięstw) oraz mecze finałowe (do czterech zwycięstw), które wyłoniły mistrza Austrii. W barażach rywalizowały 4 drużyny, które rozegrały ze sobą po dwa spotkania systemem kołowym. Dwie najlepsze zapewniły sobie udział w najwyżej klasie rozgrywkowej w kolejnym sezonie.

## Drużyny uczestniczące
| | Bundesliga austriacka siatkarzy 2012/2013 |    |     |
| --- | ----------------------------------------- | -- | --- |
| TIR | Hypo Tirol Volleyballteam                 | 1  | LM  |
| AIC | SK Posojilnica Aich/Dob                   | 2  | CEV |
| ARB | SG Raiffeisen Arbesbach                   | 3  | Ch  |
| AMS | VCA Amstetten Hypo Niederösterreich       | 4  | Ch  |
| HAR | TSV Volksbank Hartberg                    | 5  |     |
| GRA | UVC Holding Graz                          | 6  |     |
| KLG | VBK Klagenfurt                            | 7  |     |
| WGL | VBC Weiz/Gleisdorf                        | 8  |     |
| SUP | SG Cemtec supervolley OÖ                  | 9  |     |
| HOT | hotVolleys Wiedeń                         | 10 |     |
| Oznaczenia: - kolumna pierwsza – skróty nazw drużyn wpisane na mapie (jeśli ta została zamieszczona), - kolumna trzecia – miejsce zajęte przez daną drużynę w poprzednim sezonie. |                                           |    |     |

## Pierwsza faza

### Tabela wyników
| Gospodarz \ Gość1                   | HOT | SUP | ARB | WGL | HAR | GRA | KLG | AMS |
| ----------------------------------- | --- | --- | --- | --- | --- | --- | --- | --- |
| hotVolleys Wiedeń                   | -   | 3:2 | 1:3 | 1:3 | 1:3 | 0:3 | 1:3 | 0:3 |
| SG Cemtec supervolley OÖ            | 3:0 | -   | 0:3 | 1:3 | 1:3 | 3:1 | 3:0 | 0:3 |
| SG Raiffeisen Arbesbach             | 3:0 | 3:1 | -   | 3:2 | 3:0 | 3:2 | 3:1 | 3:0 |
| VBC Weiz/Gleisdorf                  | 3:0 | 3:0 | 2:3 | -   | 3:1 | 0:3 | 1:3 | 2:3 |
| TSV Volksbank Hartberg              | 3:2 | 3:0 | 1:3 | 3:1 | -   | 1:3 | 3:2 | 1:3 |
| UVC Holding Graz                    | 3:0 | 3:2 | 3:0 | 3:0 | 1:3 | -   | 3:0 | 0:3 |
| VBK Klagenfurt                      | 3:2 | 3:0 | 1:3 | 3:2 | 1:3 | 1:3 | -   | 1:3 |
| VCA Amstetten Hypo Niederösterreich | 3:0 | 3:1 | 3:0 | 3:2 | 3:0 | 3:0 | 3:1 | -   |

Źródło: volleynet.at
1 Drużyna gospodarzy jest wymieniona po lewej stronie tabeli.
Kolory:
  zwycięstwo gospodarzy 3:0 lub 3:1
  zwycięstwo gospodarzy 3:2
  zwycięstwo gości 3:0 lub 3:1
  zwycięstwo gości 3:2

### Terminarz i wyniki spotkań
| Data        | Gospodarz                           | Rezultat                                | Gość                                |
| ----------- | ----------------------------------- | --------------------------------------- | ----------------------------------- |
| 1. KOLEJKA  |                                     |                                         |                                     |
| 29.09.2012  | SG Cemtec supervolley OÖ            | 0:3 (9:25, 11:25, 16:25)                | SG Raiffeisen Arbesbach             |
| 29.09.2012  | TSV Volksbank Hartberg              | 3:2 (25:13, 25:14, 21:25, 15:25, 16:14) | hotVolleys Wiedeń                   |
| 29.09.2012  | VBC Weiz/Gleisdorf                  | 0:3 (22:25, 15:25, 24:26)               | UVC Holding Graz                    |
| 29.09.2012  | VCA Amstetten Hypo Niederösterreich | 3:1 (25:16, 24:26, 25:12, 25:20)        | VBK Klagenfurt                      |
| 2. KOLEJKA  |                                     |                                         |                                     |
| 06.10.2012  | SG Raiffeisen Arbesbach             | 3:1 (21:25, 25:21, 25:12, 25:21)        | VBK Klagenfurt                      |
| 06.10.2012  | UVC Holding Graz                    | 0:3 (21:25, 25:27, 18:5)                | VCA Amstetten Hypo Niederösterreich |
| 06.10.2012  | hotVolleys Wiedeń                   | 1:3 (23:25, 13:25, 25:22, 21:25)        | VBC Weiz/Gleisdorf                  |
| 06.10.2012  | TSV Volksbank Hartberg              | 3:0 (25:14, 25:16, 25:13)               | SG Cemtec supervolley OÖ            |
| 3. KOLEJKA  |                                     |                                         |                                     |
| 13.10.2012  | TSV Volksbank Hartberg              | 1:3 (25:18, 18:25, 23:25, 21:25)        | SG Raiffeisen Arbesbach             |
| 13.10.2012  | VBC Weiz/Gleisdorf                  | 3:0 (25:15, 25:12, 25:21)               | SG Cemtec supervolley OÖ            |
| 13.10.2012  | VCA Amstetten Hypo Niederösterreich | 3:0 (25:16, 25:14, 25:18)               | hotVolleys Wiedeń                   |
| 13.10.2012  | VBK Klagenfurt                      | 1:3 (13:25, 25:20, 21:25, 17:25)        | UVC Holding Graz                    |
| 4. KOLEJKA  |                                     |                                         |                                     |
| 20.10.2012  | SG Raiffeisen Arbesbach             | 3:2 (21:25, 25:19, 20:25, 25:22, 15:12) | UVC Holding Graz                    |
| 20.10.2012  | VBK Klagenfurt                      | 3:2 (19:25, 18:25, 25:23, 25:17, 15:6)  | hotVolleys Wiedeń                   |
| 20.10.2012  | SG Cemtec supervolley OÖ            | 0:3 (17:25, 20:25, 17:25)               | VCA Amstetten Hypo Niederösterreich |
| 20.10.2012  | VBC Weiz/Gleisdorf                  | 3:1 (21:25, 25:22, 25:18, 25:20)        | TSV Volksbank Hartberg              |
| 5. KOLEJKA  |                                     |                                         |                                     |
| 26.10.2012  | VBC Weiz/Gleisdorf                  | 2:3 (25:23, 25:21, 15:25, 18:25, 10:15) | SG Raiffeisen Arbesbach             |
| 26.10.2012  | VCA Amstetten Hypo Niederösterreich | 3:0 (25:17, 25:19, 25:23)               | TSV Volksbank Hartberg              |
| 26.10.2012  | VBK Klagenfurt                      | 3:0 (26:24, 25:19, 25:20)               | SG Cemtec supervolley OÖ            |
| 26.10.2012  | UVC Holding Graz                    | 3:0 (25:17, 25:18, 25:16)               | hotVolleys Wiedeń                   |
| 6. KOLEJKA  |                                     |                                         |                                     |
| 28.10.2012  | hotVolleys Wiedeń                   | 1:3 (20:25, 15:25, 26:24, 21:25)        | SG Raiffeisen Arbesbach             |
| 28.10.2012  | SG Cemtec supervolley OÖ            | 3:1 (23:25, 25:22, 30:28, 25:19)        | UVC Holding Graz                    |
| 28.10.2012  | TSV Volksbank Hartberg              | 3:2 (25:21, 25:21, 18:25, 25:27, 15:10) | VBK Klagenfurt                      |
| 28.10.2012  | VBC Weiz/Gleisdorf                  | 2:3 (22:25, 24:26, 25:21, 25:19, 8:15)  | VCA Amstetten Hypo Niederösterreich |
| 7. KOLEJKA  |                                     |                                         |                                     |
| 01.11.2012  | VCA Amstetten Hypo Niederösterreich | 3:0 (25:13, 25:22, 25:17)               | SG Raiffeisen Arbesbach             |
| 01.11.2012  | VBK Klagenfurt                      | 3:2 (25:19, 16:25, 25:27, 25:17, 16:14) | VBC Weiz/Gleisdorf                  |
| 01.11.2012  | UVC Holding Graz                    | 1:3 (17:25, 18:25, 25:15, 22:25)        | TSV Volksbank Hartberg              |
| 01.11.2012  | hotVolleys Wiedeń                   | 3:2 (25:20, 20:25, 25:19, 17:25, 15:13) | SG Cemtec supervolley OÖ            |
| 8. KOLEJKA  |                                     |                                         |                                     |
| 03.11.2012  | SG Raiffeisen Arbesbach             | 3:1 (19:25, 25:20, 25:13, 25:18)        | SG Cemtec supervolley OÖ            |
| 03.11.2012  | hotVolleys Wiedeń                   | 1:3 (21:25, 17:25, 25:19, 21:25)        | TSV Volksbank Hartberg              |
| 03.11.2012  | UVC Holding Graz                    | 3:0 (25:19, 25:16, 25:21)               | VBC Weiz/Gleisdorf                  |
| 03.11.2012  | VBK Klagenfurt                      | 1:3 (21:25, 23:25, 25:23, 21:25)        | VCA Amstetten Hypo Niederösterreich |
| 9. KOLEJKA  |                                     |                                         |                                     |
| 10.11.2012  | VBK Klagenfurt                      | 1:3 (25:22, 24:26, 20:25, 17:25)        | SG Raiffeisen Arbesbach             |
| 10.11.2012  | VCA Amstetten Hypo Niederösterreich | 3:0 (25:15, 29:27, 25:18)               | UVC Holding Graz                    |
| 10.11.2012  | VBC Weiz/Gleisdorf                  | 3:0 (30:28, 25:20, 30:28)               | hotVolleys Wiedeń                   |
| 10.11.2012  | SG Cemtec supervolley OÖ            | 1:3 (27:25, 21:25, 20:25, 22:25)        | TSV Volksbank Hartberg              |
| 10. KOLEJKA |                                     |                                         |                                     |
| 17.11.2012  | SG Raiffeisen Arbesbach             | 3:0 (25:16, 25:22, 25:22)               | TSV Volksbank Hartberg              |
| 17.11.2012  | SG Cemtec supervolley OÖ            | 1:3 (21:25, 25:25, 22:25, 23:25)        | VBC Weiz/Gleisdorf                  |
| 17.11.2012  | hotVolleys Wiedeń                   | 0:3 (19:25, 14:25, 22:25)               | VCA Amstetten Hypo Niederösterreich |
| 17.11.2012  | UVC Holding Graz                    | 3:0 (25:22, 25:18, 25:20)               | VBK Klagenfurt                      |
| 11. KOLEJKA |                                     |                                         |                                     |
| 24.11.2012  | UVC Holding Graz                    | 3:0 (25:23, 25:22, 25:21)               | SG Raiffeisen Arbesbach             |
| 24.11.2012  | hotVolleys Wiedeń                   | 1:3 (27:29, 21:25, 25:20, 21:25)        | VBK Klagenfurt                      |
| 24.11.2012  | VCA Amstetten Hypo Niederösterreich | 3:1 (25:20, 24:26, 25:14, 25:21)        | SG Cemtec supervolley OÖ            |
| 24.11.2012  | TSV Volksbank Hartberg              | 3:1 (25:12, 24:26, 25:23, 25:20)        | VBC Weiz/Gleisdorf                  |
| 12. KOLEJKA |                                     |                                         |                                     |
| 01.12.2012  | SG Raiffeisen Arbesbach             | 3:2 (25:22, 22:25, 28:26, 26:28, 16:14) | VBC Weiz/Gleisdorf                  |
| 01.12.2012  | TSV Volksbank Hartberg              | 1:3 (20:25, 29:27, 16:25, 21:25)        | VCA Amstetten Hypo Niederösterreich |
| 01.12.2012  | SG Cemtec supervolley OÖ            | 3:0 (25:16, 25:20, 25:16)               | VBK Klagenfurt                      |
| 01.12.2012  | hotVolleys Wiedeń                   | 0:3 (23:25, 20:25, 17:25)               | UVC Holding Graz                    |
| 13. KOLEJKA |                                     |                                         |                                     |
| 08.12.2012  | SG Raiffeisen Arbesbach             | 3:0 (25:15, 25:18, 25:17)               | hotVolleys Wiedeń                   |
| 08.12.2012  | UVC Holding Graz                    | 3:2 (25:22, 25:23, 23:25, 20:25, 15:13) | SG Cemtec supervolley OÖ            |
| 08.12.2012  | VBK Klagenfurt                      | 1:3 (25:21, 17:25, 24:26, 16:25)        | TSV Volksbank Hartberg              |
| 08.12.2012  | VCA Amstetten Hypo Niederösterreich | 3:2 (25:16, 24:26, 24:26, 25:23, 16:14) | VBC Weiz/Gleisdorf                  |
| 14. KOLEJKA |                                     |                                         |                                     |
| 15.12.2012  | SG Raiffeisen Arbesbach             | 3:0 (25:16, 25:21, 25:17)               | VCA Amstetten Hypo Niederösterreich |
| 15.12.2012  | VBC Weiz/Gleisdorf                  | 1:3 (25:14, 23:25, 23:25, 23:25)        | VBK Klagenfurt                      |
| 15.12.2012  | TSV Volksbank Hartberg              | 1:3 (16:25, 25:17, 21:25, 19:25)        | UVC Holding Graz                    |
| 15.12.2012  | SG Cemtec supervolley OÖ            | 3:0 (25:17, 25:19, 27:25)               | hotVolleys Wiedeń                   |

### Tabela
| Lp. | Drużyna                             | Pkt | Mecze | Mecze | Mecze | Rodzaj wyniku | Rodzaj wyniku | Rodzaj wyniku | Rodzaj wyniku | Rodzaj wyniku | Rodzaj wyniku | Sety | Sety | Sety  | Małe punkty | Małe punkty | Małe punkty |
| Lp. | Drużyna                             | Pkt | M     | W     | P     | 3:0           | 3:1           | 3:2           | 2:3           | 1:3           | 0:3           | wyg. | prz. | stos. | zdob.       | str.        | stos.       |
| --- | ----------------------------------- | --- | ----- | ----- | ----- | ------------- | ------------- | ------------- | ------------- | ------------- | ------------- | ---- | ---- | ----- | ----------- | ----------- | ----------- |
| 1   | VCA Amstetten Hypo Niederösterreich | 37  | 14    | 13    | 1     | 7             | 4             | 2             | 0             | 0             | 1             | 39   | 11   | 3.55  | 1183        | 1007        | 1.17        |
| 2   | SG Raiffeisen Arbesbach             | 33  | 14    | 12    | 2     | 4             | 5             | 3             | 0             | 0             | 2             | 36   | 17   | 2.12  | 1230        | 1071        | 1.15        |
| 3   | UVC Holding Graz                    | 27  | 14    | 9     | 5     | 6             | 2             | 1             | 1             | 2             | 2             | 31   | 19   | 1.63  | 1149        | 1054        | 1.09        |
| 4   | TSV Volksbank Hartberg              | 22  | 14    | 8     | 6     | 1             | 5             | 2             | 0             | 4             | 2             | 28   | 27   | 1.04  | 1223        | 1190        | 1.03        |
| 5   | VBC Weiz/Gleisdorf                  | 20  | 14    | 5     | 9     | 2             | 3             | 0             | 5             | 2             | 2             | 27   | 30   | 0.9   | 1264        | 1274        | 0.99        |
| 6   | VBK Klagenfurt                      | 14  | 14    | 5     | 9     | 1             | 2             | 2             | 1             | 6             | 2             | 23   | 33   | 0.7   | 1176        | 1290        | 0.91        |
| 7   | SG Cemtec supervolley OÖ            | 11  | 14    | 3     | 11    | 2             | 1             | 0             | 2             | 4             | 5             | 17   | 34   | 0.5   | 1047        | 1186        | 0.88        |
| 8   | hotVolleys Wiedeń                   | 4   | 14    | 1     | 13    | 0             | 0             | 1             | 2             | 4             | 7             | 11   | 41   | 0.27  | 1032        | 1232        | 0.84        |

Źródło: volleynet.at
Punktacja: 3:0 i 3:1 – 3 pkt; 3:2 – 2 pkt; 2:3 – 1 pkt; 1:3 i 0:3 – 0 pkt
Zasady ustalania kolejności: 1. liczba punktów; 2. stosunek setów; 3. stosunek małych punktów; 4. bilans w bezpośrednich meczach
     przejście do Grupy 1-6
     przejście do Grupy 7-10

## Druga faza

### Grupa 1-6

#### Tabela wyników
| Gospodarz \ Gość1                   | TIR | ARB | AIC | HAR | GRA | AMS |
| ----------------------------------- | --- | --- | --- | --- | --- | --- |
| Hypo Tirol Volleyballteam           | -   | 3:0 | 2:3 | 3:0 | 3:0 | 3:1 |
| SG Raiffeisen Arbesbach             | 0:3 | -   | 1:3 | 2:3 | 3:0 | 3:0 |
| SK Posojilnica Aich/Dob             | 3:2 | 3:0 | -   | 3:0 | 3:0 | 3:0 |
| TSV Volksbank Hartberg              | 1:3 | 3:2 | 0:3 | -   | 3:2 | 2:3 |
| UVC Holding Graz                    | 0:3 | 2:3 | 2:3 | 3:1 | -   | 2:3 |
| VCA Amstetten Hypo Niederösterreich | 3:2 | 1:3 | 0:3 | 3:1 | 3:1 | -   |

Źródło: volleynet.at
1 Drużyna gospodarzy jest wymieniona po lewej stronie tabeli.
Kolory:
  zwycięstwo gospodarzy 3:0 lub 3:1
  zwycięstwo gospodarzy 3:2
  zwycięstwo gości 3:0 lub 3:1
  zwycięstwo gości 3:2

#### Terminarz i wyniki spotkań
| Data        | Gospodarz                           | Rezultat                                | Gość                                |
| ----------- | ----------------------------------- | --------------------------------------- | ----------------------------------- |
| 15. KOLEJKA |                                     |                                         |                                     |
| 03.01.2013  | SK Posojilnica Aich/Dob             | 3:2 (21:25, 34:36, 25:15, 30:28, 15:11) | Hypo Tirol Volleyballteam           |
| 03.01.2013  | TSV Volksbank Hartberg              | 2:3 (25:22, 25:16, 22:25, 20:25, 14:16) | VCA Amstetten Hypo Niederösterreich |
| 03.01.2013  | UVC Holding Graz                    | 2:3 (18:25, 25:11, 20:25, 25:19, 13:15) | SG Raiffeisen Arbesbach             |
| 16. KOLEJKA |                                     |                                         |                                     |
| 05.01.2013  | SG Raiffeisen Arbesbach             | 2:3 (25:22, 25:22, 23:25, 22:25, 12:15) | TSV Volksbank Hartberg              |
| 05.01.2013  | Hypo Tirol Volleyballteam           | 3:1 (26:28, 25:23, 30:28, 25:17)        | VCA Amstetten Hypo Niederösterreich |
| 05.01.2013  | SK Posojilnica Aich/Dob             | 3:0 (25:14, 25:19, 25:22)               | UVC Holding Graz                    |
| 17. KOLEJKA |                                     |                                         |                                     |
| 09.01.2013  | VCA Amstetten Hypo Niederösterreich | 1:3 (28:30, 25:21, 22:25, 22:25)        | SG Raiffeisen Arbesbach             |
| 09.01.2013  | TSV Volksbank Hartberg              | 0:3 (13:25, 13:25, 10:25)               | SK Posojilnica Aich/Dob             |
| 09.01.2013  | UVC Holding Graz                    | 0:3 (18:25, 12:25, 17:25)               | Hypo Tirol Volleyballteam           |
| 18. KOLEJKA |                                     |                                         |                                     |
| 13.01.2013  | UVC Holding Graz                    | 3:1 (19:25, 25:20, 25:19, 25:20)        | TSV Volksbank Hartberg              |
| 13.01.2013  | SK Posojilnica Aich/Dob             | 3:0 (25:15, 25:20, 25:18)               | VCA Amstetten Hypo Niederösterreich |
| 13.01.2013  | Hypo Tirol Volleyballteam           | 3:0 (21:25, 25:15, 26:24, 25:19)        | SG Raiffeisen Arbesbach             |
| 19. KOLEJKA |                                     |                                         |                                     |
| 19.01.2013  | SG Raiffeisen Arbesbach             | 1:3 (21:25, 25:20, 37:39, 19:25)        | SK Posojilnica Aich/Dob             |
| 19.01.2013  | UVC Holding Graz                    | 2:3 (25:20, 14:25, 25:18, 23:25, 10:15) | VCA Amstetten Hypo Niederösterreich |
| 19.01.2013  | TSV Volksbank Hartberg              | 1:3 (25:18, 12:25, 22:25, 22:25)        | Hypo Tirol Volleyballteam           |
| 20. KOLEJKA |                                     |                                         |                                     |
| 26.01.2013  | SG Raiffeisen Arbesbach             | 3:0 (27:25, 25:22, 25:18)               | UVC Holding Graz                    |
| 26.01.2013  | VCA Amstetten Hypo Niederösterreich | 3:1 (25:20, 20:25, 25:14, 25:16)        | TSV Volksbank Hartberg              |
| 26.01.2013  | Hypo Tirol Volleyballteam           | 2:3 (25:21, 25:20, 24:26, 26:28, 9:15)  | SK Posojilnica Aich/Dob             |
| 21. KOLEJKA |                                     |                                         |                                     |
| 30.01.2013  | Hypo Tirol Volleyballteam           | 3:0 (25:21, 25:22, 25:16)               | UVC Holding Graz                    |
| 30.01.2013  | SK Posojilnica Aich/Dob             | 3:0 (27:25, 25:22, 25:20)               | TSV Volksbank Hartberg              |
| 30.01.2013  | SG Raiffeisen Arbesbach             | 3:0 (27:25, 25:22, 25:22)               | VCA Amstetten Hypo Niederösterreich |
| 22. KOLEJKA |                                     |                                         |                                     |
| 09.02.2013  | UVC Holding Graz                    | 2:3 (25:22, 18:25, 18:25, 25:20, 9:15)  | SK Posojilnica Aich/Dob             |
| 09.02.2013  | TSV Volksbank Hartberg              | 3:2 (25:19, 20:25, 25:21, 23:25, 15:12) | SG Raiffeisen Arbesbach             |
| 09.02.2013  | VCA Amstetten Hypo Niederösterreich | 3:2 (25:19, 21:25, 22:25, 25:16, 15:10) | Hypo Tirol Volleyballteam           |
| 23. KOLEJKA |                                     |                                         |                                     |
| 16.02.2013  | SG Raiffeisen Arbesbach             | 0:3 (21:25, 19:25, 14:25)               | Hypo Tirol Volleyballteam           |
| 16.02.2013  | TSV Volksbank Hartberg              | 3:2 (25:19, 25:21, 24:26, 12:25, 15:12) | UVC Holding Graz                    |
| 16.02.2013  | VCA Amstetten Hypo Niederösterreich | 0:3 (18:25, 18:25, 13:25)               | SK Posojilnica Aich/Dob             |
| 24. KOLEJKA |                                     |                                         |                                     |
| 23.02.2013  | Hypo Tirol Volleyballteam           | 3:0 (25:14, 25:19, 25:13)               | TSV Volksbank Hartberg              |
| 23.02.2013  | VCA Amstetten Hypo Niederösterreich | 3:1 (25:20, 25:19, 25:27, 25:22)        | UVC Holding Graz                    |
| 23.02.2013  | SK Posojilnica Aich/Dob             | 3:0 (25:19, 25:20, 25:20)               | SG Raiffeisen Arbesbach             |

#### Tabela
| Lp. | Drużyna                             | Pkt | Mecze | Mecze | Mecze | Rodzaj wyniku | Rodzaj wyniku | Rodzaj wyniku | Rodzaj wyniku | Rodzaj wyniku | Rodzaj wyniku | Sety | Sety | Sety  | Małe punkty | Małe punkty | Małe punkty |
| Lp. | Drużyna                             | Pkt | M     | W     | P     | 3:0           | 3:1           | 3:2           | 2:3           | 1:3           | 0:3           | wyg. | prz. | stos. | zdob.       | str.        | stos.       |
| --- | ----------------------------------- | --- | ----- | ----- | ----- | ------------- | ------------- | ------------- | ------------- | ------------- | ------------- | ---- | ---- | ----- | ----------- | ----------- | ----------- |
| 1   | SK Posojilnica Aich/Dob             | 27  | 10    | 10    | 0     | 6             | 1             | 3             | 0             | 0             | 0             | 30   | 7    | 4.29  | 903         | 740         | 1.22        |
| 2   | Hypo Tirol Volleyballteam           | 24  | 10    | 7     | 3     | 5             | 2             | 0             | 3             | 0             | 0             | 27   | 11   | 2.45  | 915         | 809         | 1.13        |
| 3   | SG Raiffeisen Arbesbach             | 13  | 10    | 4     | 6     | 2             | 1             | 1             | 2             | 1             | 3             | 17   | 21   | 0.81  | 857         | 905         | 0.95        |
| 4   | VCA Amstetten Hypo Niederösterreich | 12  | 10    | 5     | 5     | 0             | 2             | 3             | 0             | 2             | 3             | 17   | 23   | 0.74  | 874         | 895         | 0.98        |
| 5   | TSV Volksbank Hartberg              | 7   | 10    | 3     | 7     | 0             | 0             | 3             | 1             | 3             | 3             | 14   | 27   | 0.52  | 813         | 925         | 0.88        |
| 6   | UVC Holding Graz                    | 7   | 10    | 1     | 9     | 0             | 1             | 0             | 4             | 1             | 4             | 12   | 28   | 0.43  | 804         | 892         | 0.9         |

Źródło: volleynet.at
Punktacja: 3:0 i 3:1 – 3 pkt; 3:2 – 2 pkt; 2:3 – 1 pkt; 1:3 i 0:3 – 0 pkt
Zasady ustalania kolejności: 1. liczba punktów; 2. stosunek setów; 3. stosunek małych punktów; 4. bilans w bezpośrednich meczach
     faza play-off

### Grupa 7-10

#### Tabela wyników
| Gospodarz \ Gość1        | WGL | KLG | SUP | HOT |
| ------------------------ | --- | --- | --- | --- |
| VBC Weiz/Gleisdorf       | -   | 3:1 | 1:3 | 0:3 |
| VBK Klagenfurt           | 0:3 | -   | 1:3 | 0:3 |
| SG Cemtec supervolley OÖ | 3:2 | 3:0 | -   | 1:3 |
| hotVolleys Wiedeń        | 3:0 | 3:1 | 3:2 | -   |

Źródło: volleynet.at
1 Drużyna gospodarzy jest wymieniona po lewej stronie tabeli.
Kolory:
  zwycięstwo gospodarzy 3:0 lub 3:1
  zwycięstwo gospodarzy 3:2
  zwycięstwo gości 3:0 lub 3:1
  zwycięstwo gości 3:2

#### Terminarz i wyniki spotkań
| Data        | Gospodarz                | Rezultat                                | Gość                     |
| ----------- | ------------------------ | --------------------------------------- | ------------------------ |
| 15. KOLEJKA |                          |                                         |                          |
| 12.01.2013  | hotVolleys Wiedeń        | 3:1 (25:18, 20:25, 25:13, 25:10)        | VBK Klagenfurt           |
| 12.01.2013  | VBC Weiz/Gleisdorf       | 1:3 (29:27, 19:25, 21:25, 24:26)        | SG Cemtec supervolley OÖ |
| 16. KOLEJKA |                          |                                         |                          |
| 19.01.2013  | SG Cemtec supervolley OÖ | 3:0 (25:21, 25:16, 25:21)               | VBK Klagenfurt           |
| 19.01.2013  | VBC Weiz/Gleisdorf       | 0:3 (18:25, 21:25, 13:25)               | hotVolleys Wiedeń        |
| 17. KOLEJKA |                          |                                         |                          |
| 26.01.2013  | hotVolleys Wiedeń        | 3:2 (25:16, 20:25, 25:21, 24:26, 15:8)  | SG Cemtec supervolley OÖ |
| 26.01.2013  | VBK Klagenfurt           | 0:3 (13:25, 23:25, 20:25)               | VBC Weiz/Gleisdorf       |
| 18. KOLEJKA |                          |                                         |                          |
| 09.02.2013  | SG Cemtec supervolley OÖ | 3:2 (21:25, 25:17, 19:25, 25:22, 15:11) | VBC Weiz/Gleisdorf       |
| 09.02.2013  | VBK Klagenfurt           | 0:3 (13:25, 8:25, 22:25)                | hotVolleys Wiedeń        |
| 19. KOLEJKA |                          |                                         |                          |
| 16.02.2013  | hotVolleys Wiedeń        | 3:0 (25:9, 25:17, 25:16)                | VBC Weiz/Gleisdorf       |
| 16.02.2013  | VBK Klagenfurt           | 1:3 (20:25, 25:12, 12:25, 22:25)        | SG Cemtec supervolley OÖ |
| 20. KOLEJKA |                          |                                         |                          |
| 23.02.2013  | SG Cemtec supervolley OÖ | 1:3 (20:25, 25:18, 22:25, 17:25)        | hotVolleys Wiedeń        |
| 23.02.2013  | VBC Weiz/Gleisdorf       | 3:1 (25:18, 27:25, 22:25, 25:21)        | VBK Klagenfurt           |

#### Tabela
| Lp. | Drużyna                  | Pkt | Mecze | Mecze | Mecze | Rodzaj wyniku | Rodzaj wyniku | Rodzaj wyniku | Rodzaj wyniku | Rodzaj wyniku | Rodzaj wyniku | Sety | Sety | Sety  | Małe punkty | Małe punkty | Małe punkty |
| Lp. | Drużyna                  | Pkt | M     | W     | P     | 3:0           | 3:1           | 3:2           | 2:3           | 1:3           | 0:3           | wyg. | prz. | stos. | zdob.       | str.        | stos.       |
| --- | ------------------------ | --- | ----- | ----- | ----- | ------------- | ------------- | ------------- | ------------- | ------------- | ------------- | ---- | ---- | ----- | ----------- | ----------- | ----------- |
| 7   | hotVolleys Wiedeń        | 17  | 6     | 6     | 0     | 3             | 2             | 1             | 0             | 0             | 0             | 18   | 4    | 4.5   | 522         | 383         | 1.36        |
| 8   | SG Cemtec supervolley OÖ | 12  | 6     | 4     | 2     | 1             | 2             | 1             | 1             | 1             | 0             | 15   | 10   | 1.5   | 550         | 532         | 1.03        |
| 9   | VBC Weiz/Gleisdorf       | 7   | 6     | 2     | 4     | 1             | 1             | 0             | 1             | 1             | 2             | 9    | 13   | 0.69  | 461         | 503         | 0.92        |
| 10  | VBK Klagenfurt           | 0   | 6     | 0     | 6     | 0             | 0             | 0             | 0             | 3             | 3             | 3    | 18   | 0.17  | 391         | 506         | 0.77        |

Źródło: volleynet.at
Punktacja: 3:0 i 3:1 – 3 pkt; 3:2 – 2 pkt; 2:3 – 1 pkt; 1:3 i 0:3 – 0 pkt
Zasady ustalania kolejności: 1. liczba punktów; 2. stosunek setów; 3. stosunek małych punktów; 4. bilans w bezpośrednich meczach
     faza play-off
     baraże

## Trzecia faza

### Faza play-off

#### Drabinka
|  | Ćwierćfinały | Ćwierćfinały                        | Ćwierćfinały | Ćwierćfinały | Ćwierćfinały | Ćwierćfinały | Ćwierćfinały | Ćwierćfinały |  |  |  | Półfinały | Półfinały                           | Półfinały | Półfinały | Półfinały | Półfinały | Półfinały | Półfinały | Półfinały | Półfinały |  |  |  | Finały | Finały                              | Finały | Finały | Finały | Finały | Finały | Finały | Finały | Finały |
|  |              |                                     |              |              |              |              |              |              |  |  |  |           |                                     |           |           |           |           |           |           |           |           |  |  |  |        |                                     |        |        |        |        |        |        |        |        |
|  |              |                                     |              |              |              |              |              |              |  |  |  |           |                                     |           |           |           |           |           |           |           |           |  |  |  |        |                                     |        |        |        |        |        |        |        |        |
|  |              |                                     |              |              |              |              |              |              |  |  |  |           |                                     |           |           |           |           |           |           |           |           |  |  |  |        |                                     |        |        |        |        |        |        |        |        |
|  | 1            | SK Posojilnica Aich/Dob             | 3            | 3            | 3            | 3            |              |              |  |  |  |           |                                     |           |           |           |           |           |           |           |           |  |  |  |        |                                     |        |        |        |        |        |        |        |        |
|  | 8            | SG Cemtec supervolley OÖ            | 0            | 0            | 1            | 1            |              |              |  |  |  |           |                                     |           |           |           |           |           |           |           |           |  |  |  |        |                                     |        |        |        |        |        |        |        |        |
|  |              |                                     |              |              |              |              |              |              |  |  |  | 1         | SK Posojilnica Aich/Dob             | 3         | 3         | 3         | 3         |           |           |           |           |  |  |  |        |                                     |        |        |        |        |        |        |        |        |
|  |              |                                     |              |              |              |              |              |              |  |  |  | 4         | VCA Amstetten Hypo Niederösterreich | 0         | 0         | 2         | 1         |           |           |           |           |  |  |  |        |                                     |        |        |        |        |        |        |        |        |
|  | 4            | VCA Amstetten Hypo Niederösterreich | 3            | 3            | 3            | 3            |              |              |  |  |  |           |                                     |           |           |           |           |           |           |           |           |  |  |  |        |                                     |        |        |        |        |        |        |        |        |
|  | 5            | TSV Volksbank Hartberg              | 0            | 0            | 0            | 0            |              |              |  |  |  |           |                                     |           |           |           |           |           |           |           |           |  |  |  |        |                                     |        |        |        |        |        |        |        |        |
|  |              |                                     |              |              |              |              |              |              |  |  |  |           |                                     |           |           |           |           |           |           |           |           |  |  |  | 1      | SK Posojilnica Aich/Dob             | 4      | 3      | 2      | 2      | 1      | 3      | 3      | 3      |
|  |              |                                     |              |              |              |              |              |              |  |  |  |           |                                     |           |           |           |           |           |           |           |           |  |  |  | 2      | Hypo Tirol Volleyballteam           | 3      | 1      | 3      | 3      | 3      | 1      | 0      | 1      |
|  | 3            | SG Raiffeisen Arbesbach             | 2            | 3            | 0            | 3            | 0            | 1            |  |  |  |           |                                     |           |           |           |           |           |           |           |           |  |  |  |        |                                     |        |        |        |        |        |        |        |        |
|  | 6            | UVC Holding Graz                    | 3            | 2            | 3            | 2            | 3            | 3            |  |  |  |           |                                     |           |           |           |           |           |           |           |           |  |  |  |        |                                     |        |        |        |        |        |        |        |        |
|  |              |                                     |              |              |              |              |              |              |  |  |  | 6         | UVC Holding Graz                    | 0         | 1         | 1         | 0         |           |           |           |           |  |  |  |        |                                     |        |        |        |        |        |        |        |        |
|  |              |                                     |              |              |              |              |              |              |  |  |  | 2         | Hypo Tirol Volleyballteam           | 3         | 3         | 3         | 3         |           |           |           |           |  |  |  |        |                                     |        |        |        |        |        |        |        |        |
|  | 2            | Hypo Tirol Volleyballteam           | 3            | 3            | 1            | 3            | 3            |              |  |  |  |           |                                     |           |           |           |           |           |           |           |           |  |  |  | 4      | VCA Amstetten Hypo Niederösterreich | 2      | 3      | 3      |        |        |        |        |        |
|  | 7            | hotVolleys Wiedeń                   | 1            | 0            | 3            | 1            | 1            |              |  |  |  |           |                                     |           |           |           |           |           |           |           |           |  |  |  | 6      | UVC Holding Graz                    | 0      | 1      | 0      |        |        |        |        |        |
|  |              |                                     |              |              |              |              |              |              |  |  |  | 8         | SG Cemtec supervolley OÖ            | 2         | 3         | 3         |           |           |           |           |           |  |  |  |        |                                     |        |        |        |        |        |        |        |        |
|  |              |                                     |              |              |              |              |              |              |  |  |  | 5         | TSV Volksbank Hartberg              | 0         | 1         | 0         |           |           |           |           |           |  |  |  |        |                                     |        |        |        |        |        |        |        |        |
|  |              |                                     |              |              |              |              |              |              |  |  |  |           |                                     |           |           |           |           |           |           |           |           |  |  |  | 8      | SG Cemtec supervolley OÖ            | 0      | 0      | 1      |        |        |        |        |        |
|  |              |                                     |              |              |              |              |              |              |  |  |  |           |                                     |           |           |           |           |           |           |           |           |  |  |  | 7      | hotVolleys Wiedeń                   | 2      | 3      | 3      |        |        |        |        |        |
|  |              |                                     |              |              |              |              |              |              |  |  |  | 3         | SG Raiffeisen Arbesbach             | 1         | 3         | 0         | 0         |           |           |           |           |  |  |  |        |                                     |        |        |        |        |        |        |        |        |
|  |              |                                     |              |              |              |              |              |              |  |  |  | 7         | hotVolleys Wiedeń                   | 2         | 1         | 3         | 3         |           |           |           |           |  |  |  |        |                                     |        |        |        |        |        |        |        |        |
|  |              |                                     |              |              |              |              |              |              |  |  |  |           |                                     |           |           |           |           |           |           |           |           |  |  |  | 5      | TSV Volksbank Hartberg              | 2      | 3      | 3      |        |        |        |        |        |
|  |              |                                     |              |              |              |              |              |              |  |  |  |           |                                     |           |           |           |           |           |           |           |           |  |  |  | 3      | SG Raiffeisen Arbesbach             | 0      | 2      | 1      |        |        |        |        |        |

#### Runda I

##### Ćwierćfinały
(do 3 zwycięstw)
| Data                      | Gospodarz                           | Rezultat                                | Gość                                |
| ------------------------- | ----------------------------------- | --------------------------------------- | ----------------------------------- |
| SK Posojilnica Aich/Dob   | SK Posojilnica Aich/Dob             | 3 – 0                                   | SG Cemtec supervolley OÖ            |
| 02.03.2013                | SK Posojilnica Aich/Dob             | 3:0 (25:16, 25:21, 25:13)               | SG Cemtec supervolley OÖ            |
| 06.03.2013                | SG Cemtec supervolley OÖ            | 1:3 (15:25, 25:21, 18:25, 19:25)        | SK Posojilnica Aich/Dob             |
| 13.03.2013                | SK Posojilnica Aich/Dob             | 3:1 (25:20, 25:14, 23:25, 25:23)        | SG Cemtec supervolley OÖ            |
| VC Amstetten Hypo NÖ      | VC Amstetten Hypo NÖ                | 3 – 0                                   | TSV Volksbank Hartberg              |
| 02.03.2013                | VCA Amstetten Hypo Niederösterreich | 3:0 (25:18, 25:20, 25:17)               | TSV Volksbank Hartberg              |
| 09.03.2013                | TSV Volksbank Hartberg              | 0:3 (23:25, 15:25, 21:25)               | VCA Amstetten Hypo Niederösterreich |
| 13.03.2013                | VCA Amstetten Hypo Niederösterreich | 3:0 (25:15, 25:18, 25:20)               | TSV Volksbank Hartberg              |
| SG Raiffeisen Arbesbach   | SG Raiffeisen Arbesbach             | 2 – 3                                   | UVC Holding Graz                    |
| 02.03.2013                | SG Raiffeisen Arbesbach             | 3:2 (27:25, 20:25, 21:25, 25:22, 15:8)  | UVC Holding Graz                    |
| 05.03.2013                | UVC Holding Graz                    | 3:0 (25:15, 25:14, 25:23)               | SG Raiffeisen Arbesbach             |
| 16.03.2013                | SG Raiffeisen Arbesbach             | 3:2 (23:25, 25:19, 18:25, 25:17, 15:12) | UVC Holding Graz                    |
| 16.03.2013                | UVC Holding Graz                    | 3:0 (25:23, 25:23, 25:15)               | SG Raiffeisen Arbesbach             |
| 20.03.2013                | SG Raiffeisen Arbesbach             | 1:3 (19:25, 23:25, 25:20, 17:25)        | UVC Holding Graz                    |
| Hypo Tirol Volleyballteam | Hypo Tirol Volleyballteam           | 3 – 1                                   | hotVolleys Wiedeń                   |
| 02.03.2013                | Hypo Tirol Volleyballteam           | 3:0 (25:20, 25:17, 25:21)               | hotVolleys Wiedeń                   |
| 06.03.2013                | hotVolleys Wiedeń                   | 3:1 (20:25, 25:22, 25:16, 25:23)        | Hypo Tirol Volleyballteam           |
| 13.03.2013                | Hypo Tirol Volleyballteam           | 3:1 (25:22, 12:25, 26:24, 25:22)        | hotVolleys Wiedeń                   |
| 16.03.2013                | hotVolleys Wiedeń                   | 1:3 (27:29, 25:27, 25:23, 18:25)        | Hypo Tirol Volleyballteam           |

#### Runda II

##### Mecze o miejsca 5-8
(do 3 zwycięstw)
| Data                     | Gospodarz                | Rezultat                         | Gość                     |
| ------------------------ | ------------------------ | -------------------------------- | ------------------------ |
| SG Cemtec supervolley OÖ | SG Cemtec supervolley OÖ | 2 – 0                            | TSV Volksbank Hartberg   |
| 23.03.2013               | SG Cemtec supervolley OÖ | 3:1 (25:20, 25:19, 28:30, 25:13) | TSV Volksbank Hartberg   |
| 29.03.2013               | TSV Volksbank Hartberg   | 0:3 (19:25, 20:25, 23:25)        | SG Cemtec supervolley OÖ |
| SG Raiffeisen Arbesbach  | SG Raiffeisen Arbesbach  | 1 – 2                            | hotVolleys Wiedeń        |
| 23.03.2013               | SG Raiffeisen Arbesbach  | 3:1 (25:23, 21:25, 25:22, 25:21) | hotVolleys Wiedeń        |
| 30.03.2013               | hotVolleys Wiedeń        | 3:0 (25:21, 25:20, 25:22)        | SG Raiffeisen Arbesbach  |
| 06.04.2013               | SG Raiffeisen Arbesbach  | 0:3 (19:25, 15:25, 24:26)        | hotVolleys Wiedeń        |

##### Półfinały
(do 3 zwycięstw)
| Data                      | Gospodarz                           | Rezultat                                | Gość                                |
| ------------------------- | ----------------------------------- | --------------------------------------- | ----------------------------------- |
| SK Posojilnica Aich/Dob   | SK Posojilnica Aich/Dob             | 3 – 0                                   | VC Amstetten Hypo NÖ                |
| 23.03.2013                | SK Posojilnica Aich/Dob             | 3:0 (25:23, 25:21, 25:22)               | VCA Amstetten Hypo Niederösterreich |
| 26.03.2013                | VCA Amstetten Hypo Niederösterreich | 2:3 (22:25, 21:25, 25:22, 25:20, 11:15) | SK Posojilnica Aich/Dob             |
| 31.03.2013                | SK Posojilnica Aich/Dob             | 3:1 (26:24, 25:23, 25:27, 25:21)        | VCA Amstetten Hypo Niederösterreich |
| Hypo Tirol Volleyballteam | Hypo Tirol Volleyballteam           | 3 – 0                                   | UVC Holding Graz                    |
| 23.03.2013                | Hypo Tirol Volleyballteam           | 3:1 (25:18, 25:17, 24:26, 25:18)        | UVC Holding Graz                    |
| 27.03.2013                | UVC Holding Graz                    | 1:3 (19:25, 21:25, 25:16, 23:25)        | Hypo Tirol Volleyballteam           |
| 30.03.2013                | Hypo Tirol Volleyballteam           | 3:0 (25:15, 25:23, 25:18)               | UVC Holding Graz                    |

#### Runda III

##### Mecze o 7. miejsce
(do 2 zwycięstw)
| Data                    | Gospodarz               | Rezultat                                | Gość                    |
| ----------------------- | ----------------------- | --------------------------------------- | ----------------------- |
| SG Raiffeisen Arbesbach | SG Raiffeisen Arbesbach | 0 – 2                                   | TSV Volksbank Hartberg  |
| 13.04.2013              | SG Raiffeisen Arbesbach | 2:3 (28:30, 20:25, 26:24, 29:27, 15:17) | TSV Volksbank Hartberg  |
| 17.04.2013              | TSV Volksbank Hartberg  | 3:1 (25:21, 25:15, 21:25, 25:20)        | SG Raiffeisen Arbesbach |

##### Mecze o 5. miejsce
(do 2 zwycięstw)
| Data              | Gospodarz                | Rezultat                         | Gość                     |
| ----------------- | ------------------------ | -------------------------------- | ------------------------ |
| hotVolleys Wiedeń | hotVolleys Wiedeń        | 2 – 0                            | SG Cemtec supervolley OÖ |
| 13.04.2013        | hotVolleys Wiedeń        | 3:0 (27:25, 25:20, 25:20)        | SG Cemtec supervolley OÖ |
| 20.04.2013        | SG Cemtec supervolley OÖ | 1:3 (20:25, 25:18, 19:25, 13:25) | hotVolleys Wiedeń        |

##### Mecze o 3. miejsce
(do 2 zwycięstw)
| Data                 | Gospodarz                           | Rezultat                         | Gość                                |
| -------------------- | ----------------------------------- | -------------------------------- | ----------------------------------- |
| VC Amstetten Hypo NÖ | VC Amstetten Hypo NÖ                | 2 – 0                            | UVC Holding Graz                    |
| 03.04.2013           | VCA Amstetten Hypo Niederösterreich | 3:1 (25:14, 24:26, 26:24, 25:19) | UVC Holding Graz                    |
| 05.04.2013           | UVC Holding Graz                    | 0:3 (16:25, 11:25, 20:25)        | VCA Amstetten Hypo Niederösterreich |

##### Finał
(do 4 zwycięstw)
| Data                    | Gospodarz                 | Rezultat                                | Gość                      |
| ----------------------- | ------------------------- | --------------------------------------- | ------------------------- |
| SK Posojilnica Aich/Dob | SK Posojilnica Aich/Dob   | 4 – 3                                   | Hypo Tirol Volleyballteam |
| 10.04.2013              | SK Posojilnica Aich/Dob   | 3:1 (25:23, 27:29, 25:19, 25:23)        | Hypo Tirol Volleyballteam |
| 13.04.2013              | Hypo Tirol Volleyballteam | 3:2 (17:25, 26:24, 27:25, 26:28, 15:11) | SK Posojilnica Aich/Dob   |
| 17.04.2013              | SK Posojilnica Aich/Dob   | 2:3 (18:25, 25:22, 25:18, 31:33, 11:15) | Hypo Tirol Volleyballteam |
| 20.04.2013              | Hypo Tirol Volleyballteam | 3:1 (16:25, 25:21, 25:22, 25:23)        | SK Posojilnica Aich/Dob   |
| 24.04.2013              | SK Posojilnica Aich/Dob   | 3:1 (25:20, 25:27, 25:22, 25:22)        | Hypo Tirol Volleyballteam |
| 27.04.2013              | Hypo Tirol Volleyballteam | 0:3 (0:3, 20:25, 21:25, 22:25)          | SK Posojilnica Aich/Dob   |
| 30.04.2013              | SK Posojilnica Aich/Dob   | 3:1 (25:15, 23:25, 25:18, 25:18)        | Hypo Tirol Volleyballteam |

### Baraże

#### Tabela wyników
| Gospodarz \ Gość1                  | SDP | MIL | KLG | WGL |
| ---------------------------------- | --- | --- | --- | --- |
| volleyteam Südstadt/Perchtoldsdorf | -   | 3:2 | 2:3 | 1:3 |
| VC Gewerbepark Mils                | 0:3 | -   | 1:3 | 2:3 |
| VBK Klagenfurt                     | 3:1 | 3:0 | -   | 2:3 |
| VBC Weiz/Gleisdorf                 | 3:0 | 3:1 | 3:1 | -   |

Źródło: volleynet.at
1 Drużyna gospodarzy jest wymieniona po lewej stronie tabeli.
Kolory:
  zwycięstwo gospodarzy 3:0 lub 3:1
  zwycięstwo gospodarzy 3:2
  zwycięstwo gości 3:0 lub 3:1
  zwycięstwo gości 3:2

#### Terminarz i wyniki spotkań
| Data        | Gospodarz                          | Rezultat                                | Gość                               |
| ----------- | ---------------------------------- | --------------------------------------- | ---------------------------------- |
| 25. KOLEJKA |                                    |                                         |                                    |
| 02.03.2013  | VC Gewerbepark Mils                | 2:3 (22:25, 25:23, 19:25, 25:23, 15:17) | VBC Weiz/Gleisdorf                 |
| 03.03.2013  | VBK Klagenfurt                     | 3:1 (25:18, 19:25, 26:24, 25:15)        | volleyteam Südstadt/Perchtoldsdorf |
| 26. KOLEJKA |                                    |                                         |                                    |
| 09.03.2013  | VC Gewerbepark Mils                | 1:3 (20:25, 15:25, 25:20, 17:25)        | VBK Klagenfurt                     |
| 09.03.2013  | VBC Weiz/Gleisdorf                 | 3:0 (25:17, 25:22, 25:19)               | volleyteam Südstadt/Perchtoldsdorf |
| 27. KOLEJKA |                                    |                                         |                                    |
| 16.03.2013  | volleyteam Südstadt/Perchtoldsdorf | 3:2 (25:18, 29:27, 22:25, 23:25, 15:9)  | VC Gewerbepark Mils                |
| 15.03.2013  | VBK Klagenfurt                     | 2:3 (25:21, 25:18, 13:25, 16:25, 13:15) | VBC Weiz/Gleisdorf                 |
| 28. KOLEJKA |                                    |                                         |                                    |
| 06.04.2013  | volleyteam Südstadt/Perchtoldsdorf | 2:3 (25:18, 19:25, 20:25, 25:21, 11:15) | VBK Klagenfurt                     |
| 06.04.2013  | VBC Weiz/Gleisdorf                 | 3:1 (25:16, 25:17, 19:25, 25:18)        | VC Gewerbepark Mils                |
| 29. KOLEJKA |                                    |                                         |                                    |
| 13.04.2013  | volleyteam Südstadt/Perchtoldsdorf | 1:3 (24:26, 13:25, 25:20, 21:25)        | VBC Weiz/Gleisdorf                 |
| 14.04.2013  | VBK Klagenfurt                     | 3:0 (25:12, 25:23, 25:17)               | VC Gewerbepark Mils                |
| 30. KOLEJKA |                                    |                                         |                                    |
| 20.04.2013  | VBC Weiz/Gleisdorf                 | 3:1 (22:25, 25:23, 25:21, 25:20)        | VBK Klagenfurt                     |
| 21.04.2013  | VC Gewerbepark Mils                | 0:3 (19:25, 21:25, 19:25)               | volleyteam Südstadt/Perchtoldsdorf |

#### Tabela
| Lp. | Drużyna                            | Pkt | Mecze | Mecze | Mecze | Rodzaj wyniku | Rodzaj wyniku | Rodzaj wyniku | Rodzaj wyniku | Rodzaj wyniku | Rodzaj wyniku | Sety | Sety | Sety  | Małe punkty | Małe punkty | Małe punkty |
| Lp. | Drużyna                            | Pkt | M     | W     | P     | 3:0           | 3:1           | 3:2           | 2:3           | 1:3           | 0:3           | wyg. | prz. | stos. | zdob.       | str.        | stos.       |
| --- | ---------------------------------- | --- | ----- | ----- | ----- | ------------- | ------------- | ------------- | ------------- | ------------- | ------------- | ---- | ---- | ----- | ----------- | ----------- | ----------- |
| 1   | VBC Weiz/Gleisdorf                 | 16  | 6     | 6     | 0     | 1             | 3             | 2             | 0             | 0             | 0             | 18   | 7    | 2.57  | 579         | 504         | 1.15        |
| 2   | VBK Klagenfurt                     | 12  | 6     | 4     | 2     | 1             | 2             | 1             | 1             | 1             | 0             | 15   | 10   | 1.5   | 550         | 512         | 1.07        |
| 3   | volleyteam Südstadt/Perchtoldsdorf | 6   | 6     | 2     | 4     | 1             | 0             | 1             | 1             | 2             | 1             | 10   | 14   | 0.71  | 512         | 533         | 0.96        |
| 4   | VC Gewerbepark Mils                | 2   | 6     | 0     | 6     | 0             | 0             | 0             | 2             | 2             | 2             | 6    | 18   | 0.33  | 474         | 566         | 0.84        |

Źródło: volleynet.at
Punktacja: 3:0 i 3:1 – 3 pkt; 3:2 – 2 pkt; 2:3 – 1 pkt; 1:3 i 0:3 – 0 pkt
Zasady ustalania kolejności: 1. liczba punktów; 2. stosunek setów; 3. stosunek małych punktów; 4. bilans w bezpośrednich meczach
     utrzymanie się w lub awans do 1. Bundesligi
     pozostanie w lub spadek do 2. Budesligi

## Klasyfikacja końcowa
| Lp. | Drużyna                             |
| --- | ----------------------------------- |
| 1.  | SK Posojilnica Aich/Dob             |
| 2.  | Hypo Tirol Volleyballteam           |
| 3.  | VCA Amstetten Hypo Niederösterreich |
| 4.  | UVC Holding Graz                    |
| 5.  | hotVolleys Wiedeń                   |
| 6.  | SG Cemtec supervolley OÖ            |
| 7.  | TSV Volksbank Hartberg              |
| 8.  | SG Raiffeisen Arbesbach             |
| 9.  | VBC Weiz/Gleisdorf                  |
| 10. | VBK Klagenfurt                      |

     Liga Mistrzów 2013/2014
     Puchar CEV 2013/2014
     Puchar Challenge 2013/2014